# 주세페 토마시 디 람페두사
주세페 토마시 디 람페두사(이탈리아어: Giuseppe Tomasi di Lampedusa, 1896년 12월 23일~1957년 7월 26일)는 이탈리아의 작가이자 마지막 람페두사 공작이다. 그가 쓴 유일한 소설인 《표범》은 그가 죽은 후에야 출판됐는데 세계적으로 큰 성공을 거뒀으며, 영화화도 이뤄져 칸 영화제 황금종려상을 받았다.